# Hadenghushu
Hadenghushu (kinesiska: 哈登胡舒, 哈登胡舒苏木) är en socken i Kina. Den ligger i den autonoma regionen Inre Mongoliet, i den norra delen av landet, omkring 400 kilometer nordost om regionhuvudstaden Hohhot.
Genomsnittlig årsnederbörd är 474 millimeter. Den regnigaste månaden är juli, med i genomsnitt 121 mm nederbörd, och den torraste är januari, med 3 mm nederbörd.